# Iruma w szkole demonów
Iruma w szkole demonów (jap. 魔入りました! 入間くん Mairimashita! Iruma-kun) – manga autorstwa Osamu Nishi, publikowana na łamach magazynu „Shūkan Shōnen Champion” od marca 2017. W Polsce mangę wydaje Studio JG.
Na podstawie mangi powstał serial anime wyprodukowany przez studio Bandai Namco Pictures, który emitowany był od października 2019 do marca 2020. Drugi sezon trwał od kwietnia do września 2021, trzeci zaś emitowano od października 2022 do marca 2023. Zapowiedziano powstanie sezonu czwartego.

## Fabuła
Historia opowiada o Irumie Suzukim, czternastoletnim chłopcu, który zostaje sprzedany demonowi przez swoich leniwych, samolubnych i zaniedbujących rodziców. Demon, znany jako Sullivan, zabiera Irumę do świata demonów i oficjalnie adoptuje go jako swojego wnuka. Zapisuje go do szkoły dla demonów – Babyls, gdzie jest dyrektorem i w której Iruma szybko zaprzyjaźnia się z innymi demonami. Sullivan mówi jednak Irumie, żeby ten nigdy nie ujawniał, że jest człowiekiem, ponieważ zostanie zjedzony, jeśli ktoś się dowie. Iruma postanawia więc, że podczas pobytu w świecie demonów będzie starał wtopić się w tłum, choć nieustannie wyróżnia się z powodu wszystkich sytuacji oraz przygód, które go spotykają.

## Bohaterowie

### Główni
- Iruma Suzuki (jap. 鈴木入間 Suzuki Iruma)

Seiyū: Ayumu Murase 
- Alice Asmodeus (jap. アスモデウス・アリス Asumodeusu Arisu)

Seiyū: Ryōhei Kimura 
- Ameri Azazel (jap. アザゼル・アメリ Azazeru Ameri)

Seiyū: Saori Hayami 
- Clara Valac (jap. ウァラク・クララ Waraku Kurara)

Seiyū: Ayaka Asai 
- Kalego Naberius (jap. ナベリウス・カルエゴ Naberiusu Karuego)

Seiyū: Daisuke Ono 
- Sullivan (jap. サリバン Sariban)

Seiyū: Takaya Kuroda 
- Opera (jap. オペラ)

Seiyū: Mitsuki Saiga 

### Klasa odmieńców
- Subro Sabnock (jap. サブノック・サブロ Sabunokku Saburo)

Seiyū: Takuya Satō 
- Keroli Crocell / Kuromu (jap. クロケル・ケロリ / くろむ Kurokeru Kerori / Kuromu)

Seiyū: Nao Tōyama 
- Jazz M. Andro (jap. アンドロ・Ｍ・ジャズ Andoro M Jazu)

Seiyū: Tetsuya Kakihara 
- Lied Shax (jap. シャックス・リード Shakkusu Rīdo)

Seiyū: Yoshitaka Yamaya 
- Elizabetta Ix (jap. イクス・エリサベッタ Ikusu Elizabetta)

Seiyū: Kaede Hondo 
- Kamui Caim (jap. カイム・カムイ Kaimu Kamui)

Seiyū: Gakuto Kajiwara 
- Picero Agares (jap. アガレス・ピケロ Agaresu Pikero)

Seiyū: Takuto Yoshinaga 
- Goemon Garp (jap. ガープ・ゴエモン Gāpu Goemon)

Seiyū: Genki Okawa 
- Schneider Allocer (jap. アロケル・シュナイダー Arokeru Shunaidā)

Seiyū: Shun'ichi Toki 

### Inne demony
- Eiko (jap. エイコ)

Seiyū: Asami Haruna 
- Western Johnny Zagan (jap. ザガン・ジョニー・ウエスタン Zagan Jonī Uesutan)

Seiyū: Takuya Eguchi 
- Quichelight Kimaris (jap. キマリス・キッシュライト Kimarisu Kisshuraito)

Seiyū: Taku Yashiro 
- Kiriwo Amy (jap. アミィ・キリヲ Amii Kiriwo)

Seiyū: Ryōta Ōsaka 
- Shichirou Balam (jap. バラム・シチロウ Baramu Shichirou)

Seiyū: Katsuyuki Konishi 
- Ari (jap. アリ)

Seiyū: Shin’ichirō Miki 
- Ronove Lomiere (jap. ロノウェ・ロミエール Ronōve Romiēru)

Seiyū: Tatsuhisa Suzuki 
- Barbatos Bachiko (jap. バルバトス・バチコ Barubatosu Bachiko)

Seiyū: Junko Takeuchi 
- Generał Furfur (jap. フルフル軍曹 Furufuru Gunsō)

Seiyū: Kishō Taniyama 
- Vepar (jap. ウェパル Weparu)

Seiyū: Mariko Kōda 
- Mr. Hat (jap. Mr.ハット Misutā Hatto)

Seiyū: Masami Iwasaki 
- Orobas Coco (jap. オロバス・ココ Orobasu Koko)

Seiyū: Hiroki Yasumoto 
- Ichiro Andrealphus (jap. アンドロアフレス・イチロ Andoroafuresu Ichiro)

Seiyū: Kentarō Kumagai 
- Niro Andrealphus (jap. アンドロアフレス・ニロ Andoroafuresu Niro)

Seiyū: Sho Nogami 

## Manga
Seria ukazuje się w magazynie „Shūkan Shōnen Champion” od 2 marca 2017. Następnie wydawnictwo Akita Shoten rozpoczęło zbieranie rozdziałów do wydań w formacie tankōbon, których pierwszy tom ukazał się 7 lipca 2017.
W Polsce prawa do dystrybucji mangi nabyło wydawnictwo Studio JG.
| Nr | Język japoński      | Język japoński         | Język polski         | Język polski           |
| Nr | Data wydania        | ISBN                   | Data wydania         | ISBN                   |
| -- | ------------------- | ---------------------- | -------------------- | ---------------------- |
| 1  | 7 lipca 2017        | ISBN 978-4-253-22516-8 | 5 listopada 2019     | ISBN 978-83-8001-493-0 |
| 2  | 6 października 2017 | ISBN 978-4-253-22517-5 | 31 stycznia 2020     | ISBN 978-83-8001-534-0 |
| 3  | 8 grudnia 2017      | ISBN 978-4-253-22518-2 | 4 kwietnia 2020      | ISBN 978-83-8001-559-3 |
| 4  | 8 lutego 2018       | ISBN 978-4-253-22519-9 | 8 czerwca 2020       | ISBN 978-83-8001-592-0 |
| 5  | 8 maja 2018         | ISBN 978-4-253-22520-5 | 14 sierpnia 2020     | ISBN 978-83-8001-604-0 |
| 6  | 6 lipca 2018        | ISBN 978-4-253-22548-9 | 14 października 2020 | ISBN 978-83-8001-627-9 |
| 7  | 7 września 2018     | ISBN 978-4-253-22549-6 | 30 grudnia 2020      | ISBN 978-83-8001-669-9 |
| 8  | 8 listopada 2018    | ISBN 978-4-253-22550-2 | 28 lutego 2021       | ISBN 978-83-8001-703-0 |
| 9  | 8 lutego 2019       | ISBN 978-4-253-22559-5 | 21 maja 2021         | ISBN 978-83-8001-741-2 |
| 10 | 8 kwietnia 2019     | ISBN 978-4-253-22560-1 | 28 lipca 2021        | ISBN 978-83-8001-774-0 |
| 11 | 7 czerwca 2019      | ISBN 978-4-253-22891-6 | 25 listopada 2021    | ISBN 978-83-8001-826-6 |
| 12 | 6 września 2019     | ISBN 978-4-253-22892-3 | 4 marca 2022         | ISBN 978-83-8001-869-3 |
| 13 | 8 października 2019 | ISBN 978-4-253-22893-0 | 13 maja 2022         | ISBN 978-83-8001-913-3 |
| 14 | 6 grudnia 2019      | ISBN 978-4-253-22894-7 | 7 września 2022      | ISBN 978-83-8001-997-3 |
| 15 | 8 stycznia 2020     | ISBN 978-4-253-22895-4 | 27 lutego 2023       | ISBN 978-83-8257-070-0 |
| 16 | 8 kwietnia 2020     | ISBN 978-4-253-22896-1 | 24 maja 2023         | ISBN 978-83-8257-163-9 |
| 17 | 8 czerwca 2020      | ISBN 978-4-253-22897-8 | 27 lipca 2023        | ISBN 978-83-8257-205-6 |
| 18 | 8 września 2020     | ISBN 978-4-253-22898-5 | 25 października 2023 | ISBN 978-83-8257-269-8 |
| 19 | 8 grudnia 2020      | ISBN 978-4-253-22899-2 | 26 marca 2024        | ISBN 978-83-8257-328-2 |
| 20 | 8 marca 2021        | ISBN 978-4-253-22900-5 | 29 maja 2024         | ISBN 978-83-8257-440-1 |
| 21 | 8 kwietnia 2021     | ISBN 978-4-253-22911-1 | 30 lipca 2024        | ISBN 978-83-8257-487-6 |
| 22 | 8 czerwca 2021      | ISBN 978-4-253-22912-8 | 30 września 2024     | ISBN 978-83-8257-534-7 |
| 23 | 6 sierpnia 2021     | ISBN 978-4-253-22913-5 | 5 grudnia 2024       | ISBN 978-83-8257-593-4 |
| 24 | 8 listopada 2021    | ISBN 978-4-253-22914-2 | —                    |                        |
| 25 | 7 stycznia 2022     | ISBN 978-4-253-22915-9 | —                    |                        |
| 26 | 7 kwietnia 2022     | ISBN 978-4-253-22916-6 | —                    |                        |
| 27 | 8 czerwca 2022      | ISBN 978-4-253-22917-3 | —                    |                        |
| 28 | 8 sierpnia 2022     | ISBN 978-4-253-22918-0 | —                    |                        |
| 29 | 6 października 2022 | ISBN 978-4-253-22919-7 | —                    |                        |
| 30 | 8 grudnia 2022      | ISBN 978-4-253-22920-3 | —                    |                        |
| 31 | 8 marca 2023        | ISBN 978-4-253-28331-1 | —                    |                        |
| 32 | 8 czerwca 2023      | ISBN 978-4-253-28332-8 | —                    |                        |
| 33 | 6 lipca 2023        | ISBN 978-4-253-28333-5 | —                    |                        |
| 34 | 7 września 2023     | ISBN 978-4-253-28334-2 | —                    |                        |
| 35 | 7 grudnia 2023      | ISBN 978-4-253-28335-9 | —                    |                        |
| 36 | 7 lutego 2024       | ISBN 978-4-253-28336-6 | —                    |                        |
| 37 | 8 kwietnia 2024     | ISBN 978-4-253-28337-3 | —                    |                        |
| 38 | 7 czerwca 2024      | ISBN 978-4-253-28338-0 | —                    |                        |
| 39 | 6 września 2024     | ISBN 978-4-253-28339-7 | —                    |                        |
| 40 | 6 grudnia 2024      | ISBN 978-4-253-28340-3 | —                    |                        |

### Spin-off
Spin-off zatytułowany Makai no shuyaku wa wareware da! (jap. 魔界の主役は我々だ！) ukazuje się magazynie „Shūkan Shōnen Champion” od 9 stycznia 2020. Pierwszy tom tankōbon został wydany 8 czerwca 2020. Według stanu na 6 grudnia 2024, do tej pory ukazało się 20 tomów. 16 października 2024 manga została anulowana.

## Anime
Adaptacja w formie telewizyjnej serii anime została zapowiedziana 7 lutego 2019 w 10 numerze „Shūkan Shōnen Champion”. 23-odcinkowa seria została zanimowana przez studio Bandai Namco Pictures i wyreżyserowana przez Makoto Moriwaki. Kompozycją serii zajął się Kazuyuki Fudeyasu, muzykę skomponował Akimitsu Honma, a za produkcję odpowiedzialne są NHK i NHK Enterprises. Serial był emitowany od 5 października 2019 do 7 marca 2020 na kanale NHK Educational TV. Drugi sezon liczył 21 odcinków i trwał od 17 kwietnia do 11 września 2021. W Polsce dwa pierwsze sezony dostępne są z polskimi napisami za pośrednictwem platformy Canal+ online.
11 września 2021 na Twitterze anime ogłoszono, że trwają prace nad trzecim sezonem. Jego emisja rozpoczęła się 8 października 2022 i zakończyła 4 marca 2023, licząc 21 odcinków.
17 listopada 2024 zapowiedziano powstanie sezonu czwartego.

### Ścieżka dźwiękowa
| Nr             | Tytuł                                              | Wykonawca                   | Źródło   |
| Czołówka       | Czołówka                                           | Czołówka                    | Czołówka |
| -------------- | -------------------------------------------------- | --------------------------- | -------- |
| 1              | „Magical Babyrinth”                                | Da Pump                     | [ 98 ]   |
| 2              | „No! No! Satisfaction!”                            | Da Pump                     | [ 91 ]   |
| 3              | „Girigiri Ride it Out” (jap. ギリギリ Ride it out) | Fantastics from Exile Tribe | [ 17 ]   |
| Napisy końcowe |                                                    |                             |          |
| 1              | „Debikyū” (jap. デビきゅー)                        | Yū Serizawa                 | [ 98 ]   |
| 2              | „Kokoro Show Time”                                 | Amatsuki                    | [ 99 ]   |
| 3              | „Nabe bugyо̄” (jap. 鍋奉行)                         | Wednesday Campanella        | [ 17 ]   |

## Odbiór
Do stycznia 2020 roku pierwsze piętnaście tomów mangi rozeszło się w nakładzie ponad 2,5 miliona egzemplarzy, a we wrześniu 2020 manga liczyła ponad 5 milionów egzemplarzy w obiegu.